# Обыск ФБР в Мар-а-Лаго
8 августа 2022 года Федеральное бюро расследований (ФБР) выдало ордер на обыск в Мар-а-Лаго, Палм-Бич, штат Флорида, резиденции бывшего президента США Дональда Трампа. Ордер на обыск был выдан на основании жалобы Национального управления архивов и документации (NARA), санкционированной Генеральным прокурором США Мерриком Гарландом и одобренной мировым судьёй Брюсом Рейнхартом. Приказ, который был распечатан через несколько дней после обыска, показал, что ФБР получило ордер на обыск в рамках расследования в отношении Трампа, связанного с тремя федеральными уголовными статьями: удаление или уничтожение правительственных документов; уничтожение или сокрытие записей; и нарушения Закона о шпионаже в отношении несанкционированного хранения информации о национальной обороне.
Агенты изъяли 11 комплектов секретных документов: один комплект на самом высоком уровне секретности, «Совершенно секретно / SCI» (конфиденциальная разделённая информация); четыре комплекта на уровне «Совершенно секретно»; три комплекта на уровне «Секретно»; и три комплекта на уровне «Конфиденциально». Согласно сообщению New York Times, с января 2022 года было обнаружено более 300 секретных документов ЦРУ, ФБР и АНБ по вопросам, представляющим интерес для национальной безопасности, и Трамп просмотрел документы в конце 2021 года.

## Предыстория

### Обработка, хранение и утилизация правительственных документов США

#### Секретные материалы
Официальная политика в отношении обращения с секретными материалами изложена в исполнительном указе 13526, изданном президентом Бараком Обамой в 2009 году.

### Обращение Трампа с правительственными документами США во время его пребывания в должности
Во время его пребывания у власти отношение Трампа к секретной информации и обращение с ней беспокоили сотрудников федеральной разведки США. Его поведение привело к недоверию в разведывательных и правоохранительных органах, которые также были встревожены общением Трампа с гостями во время его частых поездок в Мар-а-Лаго, рассматривая эту практику как «созревшую для использования иностранной шпионской службой, стремящейся получить доступ к эпицентру американской мощи». По сообщениям, в 2021 году Трамп сообщил близким соратникам, что считает некоторые президентские документы, такие как переписка с северокорейским диктатором Ким Чен Ыном, своей личной собственностью.
Президент Джо Байден запретил Трампу посещать брифинги по разведке, традиционно проводимые для бывших президентов, сославшись на «беспорядочное поведение» Трампа.

#### Уничтожение президентских документов
Трамп регулярно уничтожал «как конфиденциальные, так и обычные» документы, находясь в Белом доме, в Мар-а-Лаго и на Air Force One, несмотря на неоднократные предупреждения по крайней мере двух его глав аппарата и юридического советника Белого дома. Его помощники разработали специальные методы и протоколы в начале его президентства, чтобы извлекать стопки разорванной бумаги и пытаться склеить документы обратно с помощью сотрудников из офиса секретаря по персоналу или оперативной группы Овального кабинета. Не все материалы были восстановлены; сотрудники Белого дома Трампа часто использовали «мешки для сжигания», чтобы уничтожить документы. По крайней мере в двух случаях Трамп якобы спускал документы в унитаз в резиденции Белого дома.

#### Уход с должности
Президентский срок Трампа закончился в полдень 20 января 2021 года. Его уход из Белого дома был «поспешным и хаотичным». В последние недели президентства Трампа сотрудники Белого дома уволились, а помощники подали в отставку, оставив на месте небольшое количество помощников, которые могли бы должным образом хранить записи. Бывший помощник Трампа сказал, что они «на 30 дней отстали от того, какой была бы типичная администрация». Секретарь по персоналу Белого дома Дерек Лайонс пытался обеспечить упорядоченное хранение записей в Западном крыле, но в конце декабря он покинул администрацию, а глава аппарата Белого дома Марк Медоуз и Трамп проявили к этому мало интереса, оставив эту задачу другим. Газета The Wall Street Journal процитировала слова бывшего помощника: «Если вы начнёте собирать вещи всего за два дня до отъезда, у вас просто не хватает времени. И если просто бросать вещи в коробки, кто знает, что может случиться?».
За день до того, как он покинул свой пост, Трамп назначил семь высокопоставленных чиновников своей администрации, в том числе главу аппарата Марка Мадоуза, советника Белого дома Пэта Чиполлоне и заместителя советника Белого дома Патрика Филбина, «в качестве своего представителя для обработки всех будущих запросов на президентские записи». 19 июня 2022 года Трамп уведомил NARA, что назначил Кэша Пателя, бывшего чиновника своей администрации, и журналиста Джона Соломона «представителями для доступа к президентским записям моей администрации».

## События, приведшие к обыску
По сообщениям, Трамп просматривал документы в Мар-а-Лаго в конце 2021 года. NARA обнаружила некоторые из этих документов в январе 2022 года и заметила, что в них содержались документы ЦРУ, ФБР и Агентства национальной безопасности по различным темам, представляющим интерес для национальной безопасности. Министерство юстиции начало расследование и созвало большое жюри в апреле 2022 года. Включая находку NARA в январе 2022 года, сдачу в июне 2022 года Министерству юстиции помощниками Трампа в суд и обыск ФБР в августе 2022 года с ордером на обыск, правительство получило в общей сложности более 300 секретных документов из Мар-а-Лаго.

## Обыск в Мар-а-Лаго

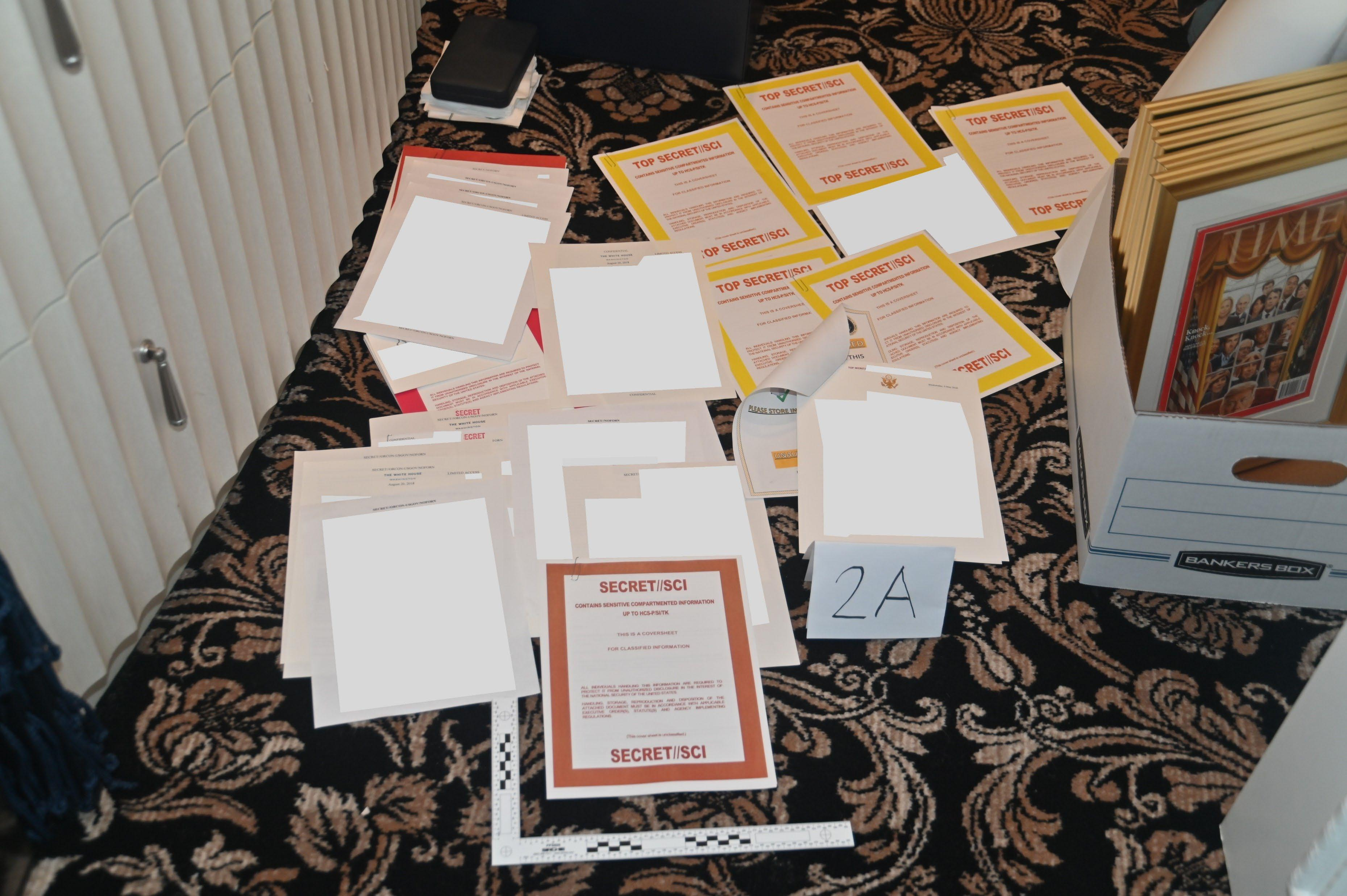
Секретные титульные листы и документы, найденные и сфотографированные при обыске в Мар-а-Лаго. Белая область - скрытая информация.

Агенты ФБР изъяли из резиденции 26 коробок, в том числе 11 комплектов секретных правительственных материалов, из которых четыре комплекта были классифицированы как совершенно секретные, три комплекта были классифицированы как секретные, а три комплекта были классифицированы как конфиденциальные. Один набор был на самом высоком уровне классификации: «совершенно секретно / SCI» (Конфиденциальная разделённая информация). Изъятые материалы включали папки, фотографии и рукописные заметки. Некоторые документы были связаны с помилованием Трампом своего союзника Роджера Стоуна, а некоторые были связаны с президентом Франции. Акт изъятия, подписанный адвокатом Трампа Кристиной Бобб в 18:19 вечера по окончании обыска, показал, что у Трампа были документы с пометкой «TS / SCI» и ещё один предмет с пометкой «Информация о президенте Франции».
14 августа Трамп потребовал, чтобы ему вернули документы, найденные ФБР; он утверждал, что на некоторые из них распространяется адвокатская тайна и привилегия исполнительной власти. Три паспорта, принадлежащие Трампу, один из которых просрочен, были изъяты во время обыска и возвращены ему 15 августа.
В 2024 году стало известно, что при обыске в резиденции Трампа в Мар-а-Лаго в 2022 году, агенты ФБР имели при себе огнестрельное оружие и разрешение на его использование. Член палаты представителей американского конгресса Марджори Тейлор Грин отреагировала на эту информацию написав в социальной сети Х "Министерство юстиции Байдена и ФБР планировали убить президента Трампа и дали на это зеленый свет". Трамп также отреагировал написав в соцсети Truth Social. "Теперь мы наверняка знаем, что Джо Байден является серьезной угрозой демократии. Он умственно не подходит для пребывания в должности".

## Реакция

### Союзники и сторонники Трампа

#### Нападение на офис ФБР
Рикки Шиффер, 42-летний сторонник Трампа, одетый в бронежилет и вооруженный винтовкой типа AR-15 и гвоздодёром, 11 августа попытался проникнуть в местный офис ФБР в Цинциннати, штат Огайо, и погиб в последующей стычке с полицейскими. Он принимал участие в нападении на Капитолий США 6 января и его публикация на социальной медиа-платформе Трампа Truth Social о своём желании убить агентов ФБР после обыска ФБР в Мар-а-Лаго стала одним из самых популярных. Шиффер годами выступал с агрессивной экстремистской риторикой в социальных сетях, и ФБР получило информацию о нём в мае 2022 года.

### Комментарии
1. ↑  В первом акте изъятия было 5 коробок: A-14, A-26, A-43, A-13, A-33. Во-втором акте об изъятии была указана 21 коробка: A-1, A-12, A-15, A-16, A-17, A-18, A-27, A-28, A-30, A-32, A-35, A-23, A-22, A-24, A-34, A-39, A-40, A-41, A-42, A-71, A-73.[19]

### Обнародованные документы
- Ордер на обыск (Dkt. 17, подан 11 августа 2022 года; содержит: отредактированный ордер на обыск; Приложение A к аффидевиту (в котором описывается место обыска); Приложение B к аффидевиту (в котором описывается цель ордера на обыск); и Акт изъятия, в которой перечислены изъятые предметы)